# Relations entre le Bangladesh et le Saint-Siège
Les relations entre le Bangladesh et le Royaume-Uni sont les relations bilatérales de la république populaire du Bangladesh et du Siège apostolique. 

## Relations diplomatiques
Le Saint-Siège a établi la nonciature apostolique au Bangladesh (en) le 2 mars 1973. Le Bangladesh a un ambassadeur accrédité auprès du Saint-Siège, tandis que le Saint-Siège a une nonciature dans l'enclave diplomatique de Baridhara à Dacca. Depuis juillet 2013, l'archevêque George Kocherry est le nonce apostolique au Bangladesh (en).

## Visites d'État
Trois papes ont visité le Bangladesh : Le pape Paul VI en novembre 1970 (alors appelé Pakistan oriental), le pape Jean-Paul II en novembre 1986 et le pape François en novembre 2017. 
Au cours de son voyage en jet de neuf jours au Pakistan oriental, en Asie du Sud-Est, en Polynésie et en Australie, le Souverain Pontife Paul VI a déclaré qu'il entend honorer « les personnes qui le méritent le plus : les responsables, les pauvres, les jeunes, ceux qui ont faim de justice et de paix, ceux qui souffrent, ceux qui sont loin de chez eux ».
Le pape Jean-Paul II, en visite au Bangladesh musulman lors de son plus long voyage à l'étranger en tant que pontife, a appelé à la paix mondiale et a averti que « la dignité donnée par Dieu à l'homme et même sa survie même » sont menacées.
Le pape François a rencontré un groupe de réfugiés musulmans Rohingya au Bangladesh et les a appelés par leur nom pour la première fois lors de sa visite en Asie. Il a déclaré à un groupe de seize réfugiés lors d'une réunion interconfessionnelle dans la capitale Dacca : « La présence de Dieu aujourd'hui est aussi appelée Rohingya ».
La Première ministre du Bangladesh, Sheikh Hasina Wajed, a rencontré le chef de l'Église catholique romaine, le pape François, au Vatican lors de son voyage en Italie, le 6 février 2020. Sa sœur Sheikh Rehana et sa fille Saima Wazed Hossain étaient également présentes à la réunion.